# Dario Ambrosini
Dario Ambrosini   (Cesena, 7 de març de 1918 - Albi, 14 de juliol de 1951) fou un pilot de motociclisme italià que va guanyar el Campionat del Món de 250cc de 1950 com a membre de l'equip de fàbrica de Benelli. Després d'haver quedat subcampió darrere de Bruno Ruffo al primer campionat del món de 250cc de la història, el de 1949, va guanyar el de 1950 amb tres victòries, una d'inclosa al TT de l'Illa de Man. La temporada següent, 1951, Ambrosini es va morir durant els entrenaments oficials del Gran Premi de França, a Albi.

## Resultats al Mundial de motociclisme
Barem de puntuació de 1949:
| Posició | 1  | 2 | 3 | 4 | 5 | Volta ràpida |
| Punts   | 10 | 8 | 7 | 6 | 5 | 1            |

Barem de puntuació de 1950 a 1968:
| Posició | 1 | 2 | 3 | 4 | 5 | 6 |
| Punts   | 8 | 6 | 4 | 3 | 2 | 1 |

(Ids. Grans Premis | Llegenda) (Curses en negreta indiquen pole; curses en  itàlica indiquen volta ràpida)
| Any  | Categoria | Equip   | 1      | 2    | 3     | 4     | 5     | 6       | 7     | 8     | Punts | Posició | Victòries |
| ---- | --------- | ------- | ------ | ---- | ----- | ----- | ----- | ------- | ----- | ----- | ----- | ------- | --------- |
| 1949 | 250cc     | Benelli | IOM NC | CH 2 | ULS - | NAT 1 |       |         |       |       | 19    | 2n      | 1         |
| 1950 | 250cc     | Benelli | IOM 1  | CH 1 | ULS 2 | NAT 1 |       |         |       |       | 24    | 1r      | 3         |
| 1951 | 250cc     | Benelli | ESP -  | CH 1 | IOM 2 | BEL - | NED - | FRA (†) | ULS - | NAT - | 14    | 3r      | 1         |